# Serguéi Flerko
Serguéi Flerko –en ruso, Сергей Флерко– (Tula, URSS, 3 de agosto de 1972) es un deportista ruso que compitió en halterofilia.
Ganó una medalla de bronce en el Campeonato Mundial de Halterofilia de 1995 y una medalla de bronce en el Campeonato Europeo de Halterofilia de 1995, ambas en la categoría de 108 kg.

## Palmarés internacional
| Campeonato Mundial | Campeonato Mundial | Campeonato Mundial | Campeonato Mundial |
| Año                | Lugar              | Medalla            | Categoría          |
| ------------------ | ------------------ | ------------------ | ------------------ |
| 1995               | Cantón (China)     | Medalla de bronce  | 108 kg             |
| Campeonato Europeo |                    |                    |                    |
| Año                | Lugar              | Medalla            | Categoría          |
| 1995               | Varsovia (Polonia) | Medalla de bronce  | 108 kg             |